# San Pedro de Tutule
San Pedro de Tutule es un municipio del departamento de La Paz en la República de Honduras.

## Toponimia
Su nombre es en honor a Pedro, santo de la Iglesia católica y Tutule proviene del náhuatl "Totolin" que significa: Gallina, haciendo referencia a la presencia de las gallinas que está en la región.

## Límites
| Orientación | Límite                                    |
| ----------- | ----------------------------------------- |
| Norte       | Municipio de Santiago de Puringla, La Paz |
| Sur         | Municipio de Guajiquiro, La Paz           |
| Este        | Municipio de La Paz, La Paz               |
| Este        | Municipio de San Sebastián, Comayagua     |
| Oeste       | Municipio de Santa María, La Paz          |
| Oeste       | Municipio de Chinacla, La Paz             |

Es uno de los pueblos de la Sierra, situada cerca del cerro El matasano y el cerro Granadilla.

## Datos históricos
A mediados del siglo XIX esta localidad era montaña virgen perteneciente al Municipio de Santa María y la empezaron a descombrar tres familias, en esa época la llamaban El Zacatal; poco a poco se fue poblando con vecinos de Santa María.
En 1926 (9 de marzo), se constituyó en municipio.

## Aldeas
Aldeas: 5 (2013)
Caseríos: 34 (2013)
| Código | Aldea               |
| ------ | ------------------- |
| 121401 | San Pedro de Tutule |
| 121402 | El Guayabal         |
| 121403 | Laguna Seca         |
| 121404 | Las Huertas         |
| 121405 | San Miguel          |
|        | El Hepericón        |
|        | Las Delicias        |
|        | La Cumbre           |